# Diathrausta angustella
Diathrausta angustella là một loài bướm đêm trong họ Crambidae.